# Hans Rudolf Nägeli
Pour les articles homonymes, voir Nägeli.
Hans Rudolf Nägeli, né vers 1457 et mort le 27 avril 1522 près de Milan lors de la bataille de la Bicoque, est un homme politique et un militaire suisse.

## Biographie
Hans Rudolf Nägeli naît vers 1457. Originaire de Berne, il est le fils de Burkhard Nägeli et de Benedikta von Hürenberg. Il hérite de son père, en 1468, de la coseigneurie de Münsingen. Il épouse Elisabeth Sommer (ou Sumer). Ils auront sept enfants, dont Hans Franz Nägeli, qui sera homme politique, chef militaire et diplomate, Sebastian Nägeli, qui deviendra bailli de Lausanne, et Hans Rudolf Nägeli II, qui sera bailli de Thonon,.

### Carrière politique
Après avoir étudié à Paris, il devient membre du Grand Conseil bernois en 1486, bailli d'Aarwangen de 1487 à 1496, gouverneur d'Aigle de 1496 à 1502, Avoyer de Thoune en 1505 et membre du Petit Conseil bernois en 1496, de 1503 à 1504, en 1509 et en 1519.
Nägeli est envoyé en 1510 auprès du pape Jules II puis, en 1512, auprès du cardinal Matthieu Schiner à Venise, pour réclamer la solde des troupes confédérées que le pape avait enrôlées en 1505,.
Il est délégué en 1519 en Savoie et à la Diète à Baden.

### Carrière militaire
En 1512, avec une troupe bernoise au service du pape, Nägeli prend part à la campagne de Pavie contre l'armée française. Sa maison, à Berne est pillée en 1513, durant le soulèvement de Köniz, le peuple le soupçonnant de faire partie des membres du Conseil qui reçoivent secrètement des pensions de la part des Français,.
En 1521 et 1522, engagé comme capitaine dans l'armée de François Ier, il se rend avec Albrecht vom Stein en Italie, où il meurt, le 27 avril 1522, lors de la bataille de la Bicoque, près de Milan.